# 影たちの祭り
『影たちの祭り』は、2013年の日本映画。厚生労働省社会保障審議会特別推薦児童福祉文化財。

## 概要
1952年に設立され、2012年に創立60周年を迎えた影絵劇団かかし座の活動に密着した記録映画。2009年からドイツ、オランダ、スペイン、ブラジルなどの海外で巡演している手影絵パフォーマンス「Hand Shadows ANIMARE（ハンド・シャドウズ・アニマーレ）」の舞台裏にカメラを入れ、日々新しい演目の創造に取り組む出演者と演出家の姿を追う。
『火星のわが家』『凍える鏡』などの劇映画を監督してきた大嶋拓の初めてのドキュメンタリー作品。

## 出演者
- 飯田周一
- 石井世紀
- 市瀬愛香
- 菊本香代
- 櫻本なつみ
- 後藤圭

## スタッフ
- 監督/構成/撮影/編集/ナレーション： 大嶋拓
- 東京公演撮影：石田直
- 特別協力：若林一郎
- 宣伝デザイン：秋山京子
- 機材協力：ニューシネマワークショップ